# 거세

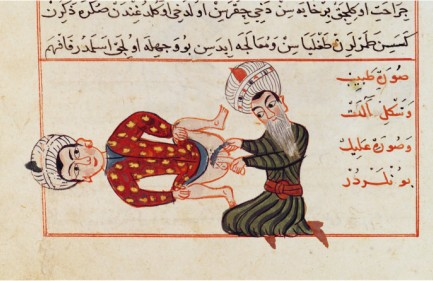
15세기 페르시아인 샤라프 앗딘 알리 야즈디의 페르시아 의학 삽화는 거세 수술을 묘사한다.

거세(去勢, 영어: castration)는 동물의 수컷이나 암컷의 생식에 필요한 신체 부위를 훼손시켜 생식 기능이 불가한 상태로 만드는 행위이다. 음경만 제거하는 수술은 음경절제술(陰莖切除術, 영어: peotomy)이라고 한다. 수술에 의한 거세를 거세술이라 부르며 수컷에 있어서는 고환의 절제, 암컷에 있어서는 난소 절제나 자궁을 아예 끄집어내는 자궁적출술 등의 방법이 행해지고 있다.
현재로서는 단지 가축, 애완동물, 경주마 등에 한하여 제한적인 수술만을 하고 있으며, 특히 짐승의 수컷에게서 남성 호르몬의 분비를 막음으로써 육질을 연하게 하거나 마블링을 좋게하거나 웅취를 없애는 데 활용될 뿐이다. 사람에게 있어서는 고대나 중세에 형벌로써 실시되기도 했는데 근대에 이르러서야 이 제도가 폐지되었다.
동양의 내시나 중세 유럽의 카스트라토 등 종교적, 정치적 이유에 의해 많은 남성들이 시대의 희생양이 되었다. 내시의 경우 오직 거세를 당해야 오를 수 있는 관직이었다.

## 같이 보기
- 화학적 거세
- 완전거세
- 사형